# Johannes Svenonis Norbergius
Johannes Svenonis Norbergius, född 1643 i Norrköping, död 1692 i Svanshals socken, Östergötlands län, var en svensk präst i Svanshals församling.

## Biografi
Johannes Svenonis Norbergius föddes 1643 i Norrköping. Han var son till skräddaren därstädes. Norbergius blev 1662 student vid Uppsala universitet, Uppsala och prästvigdes 1665. Han blev samma år komminister i Kärna församling, Kärna pastorat och 1668 kollega i Linköping. Norbergius blev 1668 pedagog i Skänninge och 1677 rektor i Vadstena. Han blev 1680 kyrkoherde i Svanshals församling, Svanshals pastorat. Norbergius avled 1692 i Svanshals socken.
Han var bror till kyrkoherden Matthias Svenonis Norbergius.

### Familj
Norbergius gifte sig med Gertrud Jacobsdotter Wittman.